# Unione Democratica per l'Integrazione
L'Unione Democratica per l'Integrazione (in macedone: Demokratska Unija za Integracija; Демократска унија за интеграција; in albanese: Bashkimi Demokratik për Integrim) è un partito politico fondato nella Repubblica di Macedonia nel 2001.
Obiettivo del partito è la difesa della minoranza albanese presente nel Paese.

## Risultati elettorali
| Elezione          | Voti    | %     | Seggi    |
| ----------------- | ------- | ----- | -------- |
| Parlamentari 2002 | 145.615 | 12,18 | 16 / 120 |
| Parlamentari 2006 | 113.522 | 12,12 | 14 / 120 |
| Parlamentari 2008 | 126.522 | 12,77 | 18 / 120 |
| Parlamentari 2011 | 115.092 | 10,24 | 15 / 123 |
| Parlamentari 2014 | 153.646 | 14,19 | 19 / 123 |
| Parlamentari 2016 | 86.796  | 7,52  | 10 / 120 |
| Parlamentari 2020 | 104.699 | 11,48 | 15 / 120 |
| Parlamentari 2024 | 137.561 | 14,05 | 19 / 120 |